# Tonalismus (Malerei)

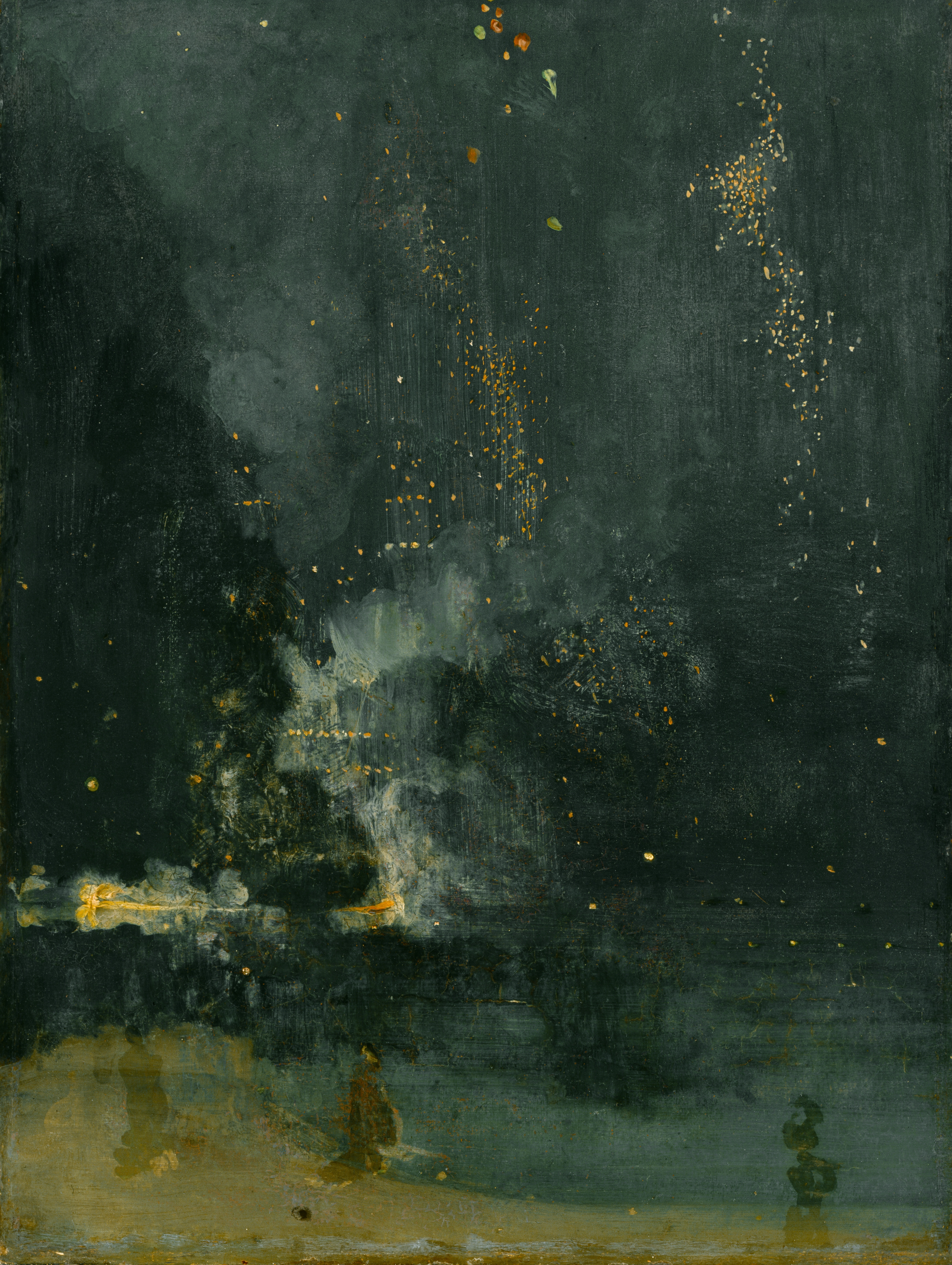
James McNeill Whistler: Nocturne in Schwarz und Gold: Die fallende Rakete, ca. 1875

Tonalismus (1880 bis 1915) ist eine Stilrichtung in der Malerei, die entstand, als amerikanische Künstler begannen, Landschaften in einem übergreifenden Ton farbiger Atmosphäre oder Dunst zu malen.
Dunkle, neutrale Farbschattierungen, wie grau, braun oder blau dominieren gewöhnlich solche Kompositionen. Während der späten 1890er Jahre begannen amerikanische Kunstkritiker den Ausdruck „tonal“ für diese Werke zu benutzen. 
Der Begriff Tonalismus wird manchmal auch verwendet, um amerikanische Landschaften zu beschreiben, die von der französischen Barbizon-Schule abgeleitet wurden, die besonderen Wert auf Stimmung und Schatten legt.
Zwei führende Maler dieser beiden Richtungen sind George Inness und James McNeill Whistler.
Tonalismus, in beiden Formen, wurde bald überschattet von der Popularität des Impressionismus und der europäischen Modernen Kunst.

## Bekannte Vertreter
| - Edward Mitchell Bannister (1828–1901) - Ralph Albert Blakelock (1847–1919) - Leon Dabo (1864–1960) - Thomas Dewing (1851–1938) - Charles Warren Eaton (1857–1937) - Charles Harry Eaton | - Percy Gray (1869–1952) - Birge Harrison (1854–1929) - George Inness (1825–1894) - William Keith (1838–1911) - Xavier Martínez (1869–1943) - Arthur Frank Mathews (1860–1945) | - Henry Ward Ranger (1858–1916) - Granville Redmond (1871–1935) - Albert Pinkham Ryder (1847–1917) - Dwight William Tryon (1849–1925) - John Henry Twachtman (1853–1902) - James McNeill Whistler (1834–1903) |